# Останній вікінг
Останній вікінг (дан. Den sidste viking) — чорна комедія данського режисера Андерса Томаса Єнсена, в головних ролях Мадс Міккельсен і Ніколай Лі Кос. Продюсери Сіссе Ґраум Йорґенсен і Сідсель Ґібшманн для Zentropa Entertainment. Прем'єра в Данії запланована на 9 жовтня 2025 року.
Це вже шостий фільм Андерса Томаса Єнсена як режисера, до цього Єнсен 9 разів так чи інакше (як продюсер, сценарист, або режисер) працював з Міккельсеном. Усі зрежисовані фільми Єнсеном — чорні комедії

## Сюжет
Анкер (Ніколай Лі Кос) вийшов з в'язниці після п'ятнадцятирічного ув'язнення за пограбування. Гроші від пограбування закопав брат Анкера, Манфред (Мадс Міккельсен). Тільки він знає, де вони знаходяться. На жаль, відтоді у Манфреда розвинувся психічний розлад, через який він усе забуває. Разом брати вирушають у несподівану подорож, щоб знайти гроші та дізнатися, хто вони є насправді. Брати приїжджають до будинку свого дитинства, який зараз здає в оренду на Airbnb подружня пара Вернер (Серен Маллінг) та Марґрете (Софі Гробель).

## Створення
Знімання фільму почались в серпні 2024 го, відомо, що частина фільму була знята в Оденсе (Данія) і в Ґетеборзі (Швеція). В Ґетеборзі для фільму було спеціально були побудовані будинки, в яких жили головні герої. Сценарист і режисер — Андерс Томас Єнсен, продюсери Сіссе Ґраум Йорґенсен і Сідсель Ґібшманн для Zentropa Entertainment4 у копродукції з Zentropa Sweden та Film I Väst за підтримки Данського кіноінституту, FilmFyn, Eurimages — Рада Європи, Nordisk Film & TV Fond, Шведського кіноінституту та медіа-програми Європейського Союзу «Креативна Європа», у співпраці з Nordisk Film Distribution A/S та TV 2 DENMARK. Міжнародні продажі здійснюються компанією TrustNordisk.

## У ролях
- Мадс Міккельсен — Манфред
- Ніколай Лі Кос — Анкер
- Серен Маллінг (Søren Malling) — партнер Марґрете
- Софі Гробель (Sofie Gråbøl) — Марґрете

## Прокат/Прем'єра
«Останній вікінг» вже продано до Німеччини, Австрії та Швейцарії (Neue Visionen Filmverleigh Gmbh), країн Бенілюксу (September Film), Балтії (Estinfilm), Угорщини (Vertigo Media), Польщі (Best Film), Чехії та Словаччини (Film Europe), колишньої Югославії (Cinemania Group), Італії (Plaion), Сінгапуру (права на показ у вересні), а також Японії (Starcat Cable Network Co.).
Прем'єра в Данії запланована на 9 жовтня 2025 року.
Про прем'єру в Україну, на жаль, поки що нічого не відомо